# Saint-Nazaire-de-Valentane
Saint-Nazaire-de-Valentane è un comune francese di 311 abitanti situato nel dipartimento del Tarn e Garonna nella regione dell'Occitania.

## Società

### Evoluzione demografica
Abitanti censiti